# Conseil national d'Azerbaïdjan
Le Conseil national d'Azerbaïdjan (en azéri : Azərbaycan Milli Şurası) a été le premier organe législatif délégué de la République démocratique d'Azerbaïdjan (ADR) du 27 mai 1918 au 17 juin 1918 et du 16 novembre 1918 au 3 décembre 1918. Il a été remplacé par le Parlement (en Azeri: Parlament), un corps législatif formé à travers des élections générales nationales. 

## Contexte
Après la Révolution de Février comme de nombreuses minorités ethniques de l'Empire russe en déclin, Azeris a également commencé à former des mouvements visant à l'autonomie politique de la Russie. Dans les provinces et les districts où les Azéris constituaient une population considérable, des conseils nationaux musulmans locaux (CNM) ont été créés. Le 27 mars 1917, les délégués des multinationales se sont réunis pour établir le comité exécutif temporaire des multinationales. Mammad Hasan Hajinski est devenu à la tête de ce comité, qui comprenait également Mammed Amin Rasulzade, Alimardan Toptchoubachov, Fatali Khan Khoyski et d'autres fondateurs de la future République démocratique d'Azerbaïdjan. Après la Révolution d'Octobre, le Caucase du Sud fut séparé de la Russie continentale. Le Sejm Transcaucasien formé à Tbilissi proclama l'indépendance de la République Fédérative Démocratique de Transcaucasie. Les Azerbaïdjanais formaient la plus grande faction des mêmes 44 membres et dirigés par Mammed Amin Rasulzade. Ces 44 membres représentaient quatre partis et blocs politiques différents: Mussavat et démocrates neutres; le bloc socialiste musulman; Ittihad-i Muslimin (ou simplement Ittihad, Union des musulmans de Russie); et le Parti social-démocrate musulman.

## Formation
Lorsque les massacres des 31 mars et 2 avril ont eu lieu à Bakou, le Comité exécutif temporaire a été écrasé, son chef factuel Alimardan Toptchoubachov a été arrêté et l'intelligentsia azérie a été chassée de Bakou. Tbilissi est devenu le siège du Mouvement national azerbaïdjanais. Après la chute de la République fédérative démocratique de Transcaucasie le 26 mai 1918 et la dissolution de ses corps, la faction azerbaïdjanaise du Sejm a été renommée Conseil National Azerbaïdjanais (CN). Il a immédiatement exercé des fonctions parlementaires et proclamé la fondation de la République démocratique d'Azerbaïdjan le 28 mai 1918. Le 16 juin, le Conseil national azerbaïdjanais s'est déplacé à Ganja et l'a déclaré capitale temporaire de l'Azerbaïdjan en attendant la chute de la Commune de Bakou. Le Conseil rencontre la résistance des ultra-nationalistes qui l'accusent d'être trop à gauche; et l'intolérance du commandant ottoman Nourou Pacha. Il a dû être aboli le lendemain, laissant tout le pouvoir au Conseil des ministres dirigé par Fatali Khan Khoyski.

## Deuxième Convocation
Après la défaite de l'Empire ottoman pendant la Première Guerre mondiale et le retrait des forces ottomanes de l'Azerbaïdjan, le pouvoir des ultranationalistes, autrefois soutenu par Nourou Pacha, s'affaiblit. Cela a permis au Conseil national azerbaïdjanais d'être rétabli et d'entamer des négociations avec les forces d'occupation britanniques. Le Conseil a été complètement aboli après l'ouverture du Parlement le 7 décembre 1918. Le Parlement de l'ADR comprenait des représentants des partis majoritaires azerbaïdjanais ainsi que des députés des minorités arménienne, russe, juive, allemande et polonaise d'Azerbaïdjan et des représentants des syndicats.

## Membres du Conseil National d'Azerbaïdjan
- Mammed Amin Rassoulzade
- Alimardan Toptchoubachov
- Fatali Khan Khoyski
- Nasib Youssifbeyli
- Mammad Youssif Jafarov
- Hassan bey Aghayev
- Khosrov bey Soultanov
- Moussa bey Rafiyev
- Mammad Hasan Hajinski
- Nariman bey Narimanbeyov
- Mir-Hidayat Seyidov
- Khalil bey Khasmammadov
- Gazi Ahmad Mahammadbeyov
- Aslan bey Gardachov
- Chafi bey Rustambeyov
- Javad Malik-Yeganov
- Moustafa Mahmudov
- Mehdi bey Hajibababeyov
- Haji Molla Salim Akhundzadeh
- Mehdi bey Hajinski
- Khudadat bey Malik-Aslanov
- Musseyib Akhijanov
- Lutfali bey Behbudov
- Firudin bey Kocharli
- Ibrahim Vakilov
- Hamid bey Chahtakhtinski
- Rahim bey Vakilov
- Alasgar bey Mahmudov
- Yusif Afandizadeh
- Mirza Jalal Yusifzadeh
- Mammad Rza Vakilov
- Islam bey Gaboulov
- Samad aga Agamalioglu
- Akber aga Cheikh-ul-Islam
- Ibrahim Abilov
- Jafar Akhundov
- Mir-Yagub Mir-Mehdizadeh
- Heybatgoulou Mammadbeyov
- Soultan Majid Ganiyev
- Ibrahim bey Heydarov
- Ali khan Gantemir
- Aslan bey Safikurdski
- Akhmed-bey Pepinov
- Baghir Rzayev
- Jamo bey Hajinski
- Maharram Maharramov[2]